# FC 서울 2017 시즌
FC 서울의 2017 시즌은 창단 후 34번째 시즌이자 황선홍 감독의 2년차 시즌이다.

## 시즌 준비
2017년 1월 3일부터 21일까지 괌에서 체력훈련을 위주로 한 1차 전지훈련을 실시하였다.
2017년 1월 28일과 31일 구정컵 축구대회 참가 이후 일본 가고시마에서 실전 위주 2차 전지훈련을 실시하였으며3차례의 연습경기를 통해 실전에서의 보완점을 발견하는 것이 주목적으로 “다양한 선수 조합과 실험들을 통해 중원과 측면, 수비 등 여러 조합들을 점검하고 공수 밸런스를 맞추는데에 포커스를 두며 진행되었다.
2월 12일 사이타마 시티컵에서 우라와 레드 다이아몬즈와의 경기로 시즌 준비를 마무리하였다.

### 프리시즌 경기 결과
| 구분                               | 날짜       | 상대팀                 | 결과 | 득점 | 득점자               | 비고 |
| ---------------------------------- | ---------- | ---------------------- | ---- | ---- | -------------------- | ---- |
| 홍콩 구정컵                        | 2017-01-28 | 오클랜드 시티          | 패   | 0–1  |                      |      |
| 홍콩 구정컵                        | 2017-01-31 | 무앙통 유나이티드      | 패   | 0–1  |                      |      |
| 일본 가고시마 전지훈련 중 연습경기 | 2017-02-03 | FC 기후                | 패   | 1–2  | 박주영               |      |
| 일본 가고시마 전지훈련 중 연습경기 | 2017-02-05 | 교토 상가              | 승   | 3–1  | 박주영 (2), 마우링요 |      |
| 일본 가고시마 전지훈련 중 연습경기 | 2017-02-08 | FC 도쿄                | 패   | 0–1  |                      |      |
| 일본 사이타마시티컵                | 2017-02-12 | 우라와 레드 다이아몬즈 | 무   | 1–1  | 이상호               |      |

## 대회

### 개요
| 대회             | 최초 경기 | 최종 경기 | 최초 순위 | 최종 순위 | 기록   | 기록 | 기록 | 기록 | 기록 | 기록 | 기록 | 기록 |
| 대회             | 최초 경기 | 최종 경기 | 최초 순위 | 최종 순위 | 경기수 | 승   | 무   | 패   | 득   | 실   | 차   | 승률 |
| ---------------- | --------- | --------- | --------- | --------- | ------ | ---- | ---- | ---- | ---- | ---- | ---- | ---- |
| K리그            |           |           |           |           |        |      |      |      |      |      |      |      |
| FA컵             |           |           |           |           |        |      |      |      |      |      |      |      |
| AFC 챔피언스리그 |           |           |           |           |        |      |      |      |      |      |      |      |

## 경기 기록지와 경기 하이라이트
FC 서울 공식 웹사이트 일정 및 결과
- FC 서울의 2017 시즌에 개최된 모든 공식 경기의 경기 기록지와 경기 하이라이트를 확인할 수 있다.

## 시즌 통계

### K리그 클래식 기록
| 시즌 | 리그 팀수 | 최종 순위 | 경기수 | 승 | 무 | 패 | 득 | 실 | 차 | 승점 | 감독   |
| ---- | --------- | --------- | ------ | -- | -- | -- | -- | -- | -- | ---- | ------ |
| 2017 | 12        |           |        |    |    |    |    |    |    |      | 황선홍 |

### 시즌 전 대회 기록
| 시즌 | 리그 팀수 | K리그 클래식 | FA컵 | AFC 챔피언스리그 | 감독   |
| ---- | --------- | ------------ | ---- | ---------------- | ------ |
| 2017 | 12        |              | 16강 | 조별리그 3위     | 황선홍 |

### 관중 기록
| 시즌 | 시즌 총관중 | K리그 클래식 총관중 / 평균관중 | FA컵 총관중 / 평균관중 | ACL 총관중 / 평균관중 | 친선경기 관중 | 관중 순위 | 비고 |
| ---- | ----------- | ------------------------------ | ---------------------- | --------------------- | ------------- | --------- | ---- |
| 2017 |             |                                |                        |                       |               |           |      |

- 시즌 총관중수는 K리그 클래식, FA컵, AFC 챔피언스리그의 공식 홈경기 관중수의 총계이며 친선 경기 관중수는 포함하지 않는다.

## 선수 통계

### 도움 상위 5
- K리그 클래식은 득점수와 도움수가 동일할 경우 출장경기수가 적은 선수, 출장경기수도 동일할 경우 출장시간이 적은 선수가 상위 순위가 된다.
- FA컵과 AFC 챔피언스리그는 득점수와 도움수로만 순위를 정한다.
- 통합순위에서 득점수가 동일할 경우 AFC 챔피언스리그, K리그 클래식, FA컵 순서로 득점을 기록한 선수가 상위 순위가 된다.

## 스태프

### 코칭스태프
| 직위                 | 이름   | 기간 | 비고 |
| -------------------- | ------ | ---- | ---- |
| 감독                 | 황선홍 |      |      |
| 수석 코치            | 강철   |      |      |
| 1군 코치             | 윤희준 |      |      |
| 1군 코치             | 아디   |      |      |
| 1군 골키퍼 코치      | 김일진 |      |      |
| 2군 코치             | 이을용 |      |      |
| 2군 골키퍼 코치      | 백민철 |      |      |
| 피트니스 코치        | 신상규 |      |      |
| U-18팀 감독          | 정상남 |      |      |
| U-18팀 코치          | 이정열 |      |      |
| U-18팀 골키퍼 코치   | 원종덕 |      |      |
| U-15팀 감독          | 김영진 |      |      |
| U-15팀 코치          | 박혁순 |      |      |
| U-15팀 골키퍼 코치   | 손일표 |      |      |
| U-15팀 피트니스 코치 | 박성준 |      |      |
| U-12팀 감독          | 김병채 |      |      |
| U-12팀 코치          | 서기만 |      |      |
| U-12팀 골키퍼 코치   | 이지훈 |      |      |
| 스카우트팀 팀장      | 김현태 |      |      |
| 스카우트             | 이원준 |      |      |
| 스카우트             | 정재윤 |      |      |
| 스카우트             | 서민우 |      |      |

### 메디컬스태프
| 직위                | 이름   | 기간 | 비고 |
| ------------------- | ------ | ---- | ---- |
| 팀 주치의           | 조윤상 |      |      |
| 선수트레이너        | 박성률 |      |      |
| 선수트레이너        | 최규정 |      |      |
| 물리치료사          | 서성태 |      |      |
| U-18팀 선수트레이너 | 이혁준 |      |      |
| U-15팀 선수트레이너 | 최민기 |      |      |
| U-12팀 선수트레이너 | 이종혁 |      |      |

### 지원스태프
| 직위       | 이름   | 기간 | 비고 |
| ---------- | ------ | ---- | ---- |
| 장비담당관 | 이천길 |      |      |
| 전력분석관 | 신준용 |      |      |
| 전력분석관 | 김두원 |      |      |
| 통역관     | 금호현 |      |      |
| 차량주임   | 김용기 |      |      |

## 선수단

### 소속 선수
2017 시즌 선수 등록을 완료한 모든 FC 서울 선수
| 배번 | 포지션 | 국적       | 이름              | 비고                                              |
| ---- | ------ | ---------- | ----------------- | ------------------------------------------------- |
| 1    | GK     | 대한민국   | 유현              |                                                   |
| 2    | DF     | 대한민국   | 황현수            |                                                   |
| 3    | FW     | 대한민국   | 심우연            |                                                   |
| 4    | DF     | 대한민국   | 김동우            | 시즌 중 임대 방출                                 |
| 5    | MF     | 스페인     | 오스마르 이바녜스 |                                                   |
| 6    | MF     | 대한민국   | 주세종            | 시즌 종료 후 입대 (아산 무궁화)                   |
| 7    | DF     | 대한민국   | 김치우            |                                                   |
| 8    | FW     | 대한민국   | 이상호            |                                                   |
| 9    | FW     | 몬테네그로 | 데얀 다먀노비치   |                                                   |
| 10   | FW     | 대한민국   | 박주영 (부주장)   |                                                   |
| 11   | FW     | 대한민국   | 윤일록            |                                                   |
| 13   | MF     | 대한민국   | 고요한            |                                                   |
| 14   | MF     | 대한민국   | 조찬호            |                                                   |
| 15   | MF     | 대한민국   | 김원식            |                                                   |
| 16   | MF     | 대한민국   | 하대성            |                                                   |
| 17   | DF     | 대한민국   | 신광훈            |                                                   |
| 19   | DF     | 대한민국   | 심상민            |                                                   |
| 20   | DF     | 대한민국   | 정인환            |                                                   |
| 21   | GK     | 대한민국   | 양한빈            |                                                   |
| 22   | MF     | 대한민국   | 윤승원            |                                                   |
| 23   | MF     | 대한민국   | 이석현            |                                                   |
| 25   | DF     | 대한민국   | 전호준            |                                                   |
| 26   | MF     | 대한민국   | 김주영            |                                                   |
| 27   | FW     | 대한민국   | 김정환            |                                                   |
| 29   | MF     | 대한민국   | 황기욱            | 시즌 중 임대 방출                                 |
| 30   | GK     | 대한민국   | 김철호            |                                                   |
| 31   | GK     | 대한민국   | 손무빈            |                                                   |
| 32   | MF     | 대한민국   | 김한길            |                                                   |
| 33   | DF     | 대한민국   | 박민규            |                                                   |
| 34   | FW     | 브라질     | 마우리뉴          | 시즌 중 계약해지 방출                             |
| 35   | MF     | 대한민국   | 임민혁            |                                                   |
| 36   | FW     | 대한민국   | 박성민            |                                                   |
| 37   | MF     | 대한민국   | 송진형            | 시즌 중 이적 영입                                 |
| 38   | DF     | 대한민국   | 김근환            | 시즌 중 계약해지 방출                             |
| 40   | DF     | 대한민국   | 김원균            |                                                   |
| 42   | FW     | 대한민국   | 박희성            | 시즌 중 병역필 복귀 (상주 상무)                   |
| 43   | DF     | 대한민국   | 윤종규            | 시즌 중 임대 방출                                 |
| 43   | DF     | 대한민국   | 이웅희            | 시즌 중 병역필 복귀 (상주 상무)                   |
| 44   | DF     | 이란       | 칼레드            | 시즌 중 이적 영입                                 |
| 45   | MF     | 대한민국   | 신성재            |                                                   |
| 55   | DF     | 대한민국   | 곽태휘 (주장)     |                                                   |
| 77   | FW     | 크로아티아 | 코바              | 시즌 중 이적 영입                                 |
| 79   | MF     | 대한민국   | 이명주            | 시즌 중 이적 영입 시즌 종료 후 입대 (아산 무궁화) |
| 88   | DF     | 대한민국   | 이규로            | 시즌 종료 후 사회복무요원 근무                    |

### 임대 및 병역 복무 중인 선수
| 배번 | 포지션 | 국적     | 이름   | 임대 및 복무 구단               | 임대 및 복무 기간 | 비고                |
| ---- | ------ | -------- | ------ | ------------------------------- | ----------------- | ------------------- |
| 42   | DF     | 대한민국 | 이웅희 | 상주 상무                       | 2015/11–2017/09   | 시즌 중 병역필 복귀 |
| 43   | FW     | 대한민국 | 박희성 | 상주 상무                       | 2015/11–2017/09   | 시즌 중 병역필 복귀 |
| —    | MF     | 대한민국 | 신진호 | 상주 상무                       | 2016/04–2018/01   |                     |
| —    | GK     | 대한민국 | 유상훈 | 상주 상무                       | 2016/12–2018/09   |                     |
| —    | DF     | 대한민국 | 김남춘 | 상주 상무                       | 2016/12–2018/09   |                     |
| —    | FW     | 대한민국 | 윤주태 | 상주 상무                       | 2016/12–2018/09   |                     |
| —    | MF     | 대한민국 | 고광민 | 화성 FC (사회복무요원으로 복무) | 2016/12–2018/12   |                     |
| —    | FW     | 대한민국 | 심제혁 | 성남 FC                         | 2017/01–2017/12   |                     |
| —    | MF     | 대한민국 | 김민준 | 경남 FC                         | 2017/01–2017/12   |                     |
| —    | DF     | 대한민국 | 윤종규 | 경남 FC                         | 2017/06–2017/12   |                     |
| —    | DF     | 대한민국 | 김동우 | 대구 FC                         | 2017/07–2017/12   |                     |
| —    | MF     | 대한민국 | 황기욱 | AFC 튀비즈                      | 2017/08–2017/12   |                     |

## 선수 이적

### 영입
| 순번 | 이름     | 포지션 | 이적 전 소속       | 이적유형            | 이적시기                               | 계약기간 | 이적료     | 비고                                      |
| ---- | -------- | ------ | ------------------ | ------------------- | -------------------------------------- | -------- | ---------- | ----------------------------------------- |
| 1    | 심상민   | DF     | 서울 이랜드        | 임대복귀            | 겨울 이적시장 (2016 시즌 종료 후 복귀) | N/A      | N/A        |                                           |
| 2    | 이상호   | MF     | 수원 삼성 블루윙즈 | 완전이적            | 겨울 이적시장 (2016-12-28)             | 3년      | 5억~6억 원 |                                           |
| 3    | 신광훈   | DF     | 포항 스틸러스      | 자유이적 (계약만료) | 겨울 이적시장 (2017-01-03)             | 4년      | 무상       |                                           |
| 4    | 김근환   | DF     | 수원 FC            | 자유이적 (계약만료) | 겨울 이적시장 (2017-01-19)             | 3년      | 무상       |                                           |
| 5    | 하대성   | MF     | FC 도쿄            | 자유이적 (완전이적) | 겨울 이적시장 (2017-01-06)             | 3년      | 트레이드   | 1대1 트레이드 (서울 다카하기↔도쿄 하대성) |
| 6    | 마우리뉴 | FW     | 크리시우마 EC      | 자유이적            | 겨울 이적시장 (2017-02-01)             | 비공개   | 비공개     |                                           |
| 7    | 이명주   | MF     | 알아인             | 자유이적            | 여름 이적시장 (2017-06-19)             | 6개월    | 무상       |                                           |
| 8    | 칼레드   | DF     | 트락토르 사지      | 완전이적            | 여름 이적시장 (2017-06-26)             | 비공개   | 비공개     |                                           |
| 9    | 코바     | FW     | 울산 현대          | 자유이적            | 여름 이적시장 (2017-07-13)             | 비공개   | 무상       |                                           |
| 10   | 송진형   | MF     | 샤르자 FC          | 자유이적            | 여름 이적시장 (2017-07-26)             | 비공개   | 무상       |                                           |
| 11   | 이웅희   | DF     | 상주 상무          | 병역필 복귀         | 2017 시즌 중 (2017-09-13)              | N/A      | N/A        | 선수 등록                                 |
| 12   | 박희성   | FW     | 상주 상무          | 병역필 복귀         | 2017 시즌 중 (2017-09-13)              | N/A      | N/A        | 선수 등록                                 |

#### 신인 우선지명 및 자유선발
| 순번 | 이름   | 포지션 | 이적 전 소속 | 선발유형        | 비고                                                          |
| ---- | ------ | ------ | ------------ | --------------- | ------------------------------------------------------------- |
| 1    | 황기욱 | MF     | 연세대학교   | 우선지명 (대후) | FC 서울 U-18팀 출신 2015 드래프트에서 선발                    |
| 2    | 박민규 | DF     | 호남대학교   | 우선지명 (대후) | FC 서울 U-18팀 출신 2014 드래프트에서 선발                    |
| 3    | 김민준 | MF     | 호남대학교   | 우선지명 (대후) | FC 서울 U-18팀 출신 2015 드래프트에서 선발                    |
| 4    | 강상희 |        | 오산고등학교 | 우선지명 (대)   | FC 서울 U-18팀 출신 2017 시즌 미입단 / 대학 진학 후 입단 예정 |
| 5    | 이준서 |        | 오산고등학교 | 우선지명 (대)   | FC 서울 U-18팀 출신 2017 시즌 미입단 / 대학 진학 후 입단 예정 |
| 6    | 심성호 |        | 오산고등학교 | 우선지명 (대)   | FC 서울 U-18팀 출신 2017 시즌 미입단 / 대학 진학 후 입단 예정 |
| 7    | 차오연 |        | 오산고등학교 | 우선지명 (대)   | FC 서울 U-18팀 출신 2017 시즌 미입단 / 대학 진학 후 입단 예정 |
| 8    | 정성욱 |        | 오산고등학교 | 우선지명 (대)   | FC 서울 U-18팀 출신 2017 시즌 미입단 / 대학 진학 후 입단 예정 |
| 9    | 조상현 |        | 오산고등학교 | 우선지명 (대)   | FC 서울 U-18팀 출신 2017 시즌 미입단 / 대학 진학 후 입단 예정 |
| 10   | 이태준 |        | 오산고등학교 | 우선지명 (대)   | FC 서울 U-18팀 출신 2017 시즌 미입단 / 대학 진학 후 입단 예정 |
| 11   | 정항력 |        | 오산고등학교 | 우선지명 (대)   | FC 서울 U-18팀 출신 2017 시즌 미입단 / 대학 진학 후 입단 예정 |
| 12   | 김진규 |        | 오산고등학교 | 우선지명 (미)   | FC 서울 U-18팀 출신 2017 시즌 미입단 / 진로 미정              |
| 13   | 윤종규 | MF     | 신갈고등학교 | 신인 자유선발   |                                                               |
| 14   | 김한길 | MF     | 아주대학교   | 신인 자유선발   |                                                               |
| 15   | 손무빈 | GK     | 동북고등학교 | 신인 자유선발   |                                                               |
| 16   | 박성민 | FW     | 부평고등학교 | 신인 자유선발   |                                                               |
| 17   | 전호준 | DF     | 아주대학교   | 신인 자유선발   |                                                               |

※ (대후) 표기는 우선지명으로 기 선발된 후 대학에 진학하여 중퇴 및 졸업 후 당해 연도에 입단하는 선수를 의미한다.

※ (대) 표기는 우선지명으로 선발은 되었지만 당해 연도에 입단하지 않고 대학 진학 후 입단하는 선수를 의미한다.

※ (직) 표기는 우선지명으로 선발되어 고등학교 졸업 후 당해 연도에 직행으로 입단하는 선수를 의미한다.

※ (미) 표기는 우선지명으로 선발되었지만 당해 연도 직행 입단 혹은 대학 진학 후 입단 등을 결정하지 못한 진로 미정인 선수를 의미한다.

### 방출
| 순번 | 이름       | 포지션 | 이적 후 소속    | 이적유형            | 이적시기                   | 계약기간 | 이적료       | 비고                                      |
| ---- | ---------- | ------ | --------------- | ------------------- | -------------------------- | -------- | ------------ | ----------------------------------------- |
| 1    | 강승조     | MF     | 대전 시티즌     | 자유이적 (계약만료) | 겨울 이적시장 (2017-03-10) |          |              | 군전역 후 계약만료                        |
| 2    | 이상협     | MF     | 인천 유나이티드 | 완전이적            | 겨울 이적시장 (2016-12-16) |          | 비공개       |                                           |
| 3    | 최현태     | MF     | 제주 유나이티드 | 완전이적            | 겨울 이적시장 (2016-12-26) | 비공개   | 비공개       |                                           |
| 4    | 이민규     | MF     | 병역복무        | 계약만료            | 겨울 이적시장 (2016-12-29) | N/A      | N/A          |                                           |
| 5    | 박용우     | MF     | 울산 현대       | 완전이적            | 겨울 이적시장 (2016-12-31) | 비공개   | 약 5억 원    |                                           |
| 6    | 아드리아노 | FW     | 스자좡 융창     | 완전이적            | 겨울 이적시장 (2017-01-16) | 비공개   | 45억~47억 원 |                                           |
| 7    | 금교진     | DF     | 서울 이랜드     | 자유이적            | 겨울 이적시장 (2017-01-21) | 비공개   | 무상         |                                           |
| 8    | 강승조     | MF     | 대전 시티즌     | 계약해지            | 겨울 이적시장 (2017-01-24) |          |              |                                           |
| 9    | 김학승     | MF     |                 | 계약해지            | 겨울 이적시장 (2017-01-24) |          |              |                                           |
| 10   | 주형준     | DF     |                 | 계약해지            | 겨울 이적시장 (2017-01-24) |          |              |                                           |
| 11   | 이현구     | MF     |                 | 계약해지            | 겨울 이적시장 (2017-01-24) |          |              |                                           |
| 12   | 다카하기   | MF     | FC 도쿄         | 완전이적            | 겨울 이적시장 (2017-01-25) | 비공개   | 트레이드     | 1대1 트레이드 (서울 다카하기↔도쿄 하대성) |
| 13   | 마우리뉴   | FW     |                 | 계약해지            | 여름 이적시장 (2017-06-25) | 비공개   | 비공개       |                                           |
| 14   | 김근환     | DF     | 경남 FC         | 계약해지            | 여름 이적시장 (2017-06-30) | 비공개   | 비공개       |                                           |

#### 임대 및 병역복무
| 순번 | 이름   | 포지션 | 이적 후 소속 | 이적시기                       | 임대 및 복무기간 | 임대료 | 비고                                                  |
| ---- | ------ | ------ | ------------ | ------------------------------ | ---------------- | ------ | ----------------------------------------------------- |
| 1    | 유상훈 | GK     | 상주 상무    | 2016 시즌 종료 후 (2016-12-05) | 21개월           | N/A    |                                                       |
| 2    | 김남춘 | DF     | 상주 상무    | 2016 시즌 종료 후 (2016-12-05) | 21개월           | N/A    |                                                       |
| 3    | 윤주태 | FW     | 상주 상무    | 2016 시즌 종료 후 (2016-12-05) | 21개월           | N/A    |                                                       |
| 4    | 고광민 | DF     | 화성 FC      | 2016 시즌 종료 후 (2016-12-29) | 24개월           | N/A    | 사회복무요원으로 복무하면서 K3리그에서 선수 활동 병행 |
| 5    | 심제혁 | FW     | 성남 FC      | 겨울 이적시장 (2017-01-06)     | 1년              | 비공개 |                                                       |
| 6    | 김민준 | MF     | 경남 FC      | 겨울 이적시장 (2017-01-16)     | 1년              | 비공개 |                                                       |
| 7    | 윤종규 | DF     | 경남 FC      | 2017 시즌 중 (2017-06-30)      | 6개월            | 비공개 |                                                       |
| 8    | 김동우 | DF     | 대구 FC      | 2017 시즌 중 (2017-07-21)      | 6개월            | 비공개 |                                                       |
| 9    | 황기욱 | MF     | AFC 튀비즈   | 2017 시즌 중 (2017-08-17)      | 5개월            | 비공개 |                                                       |

## 전술

### 전술 분석
황선홍 감독은 2017시즌 본격적인 자기만의 축구색을 드러내기 위해 “기존 점유율을 높이면서 섬세한 축구를 했다면 그보다 공수전환의 속도나 템포가 빠른 축구로의 변화를 예고하였다. 즉 다소 수비적으로 위험하더라도 공격적인 패스가 나와서 상대가 급박한 상황에서 수비하도록 만드는 것을 바란다. 나는 축구에서 패스와 밸런스, 스피드 세 가지를 중요한 요소로 꼽는데 속도와 관련된 부분에 강조점을 두고 있다”고 밝혔으며 아래와 같이 인터뷰 하였다. 빠른 속도를 원하는 것은 궁극적으로는 보다 공격적으로 상대를 압박하기 위해서였다. “스리백이 낫다, 포백이 낫다고 단정할 수는 없지만 나는 기본적으로 포백을 선호한다”는 황 감독은 “스리백은 뒤에서 공을 갖는 시간이 많아진다. 나는 공격지역에서 경기가 이뤄지길 원한다. 공격지역에서 패스가 빨라지고 점유율이 높아져야 한다”고 강조했다. 이어 그는 “상대 수비라인을 흐트러뜨리고 싶다. 정적이지 않은 움직임으로 포백이든 파이브백이든 간에 균열을 내고 싶다”고 말했다. 원톱 활용, 윙어 강조, 2선 미드필더들의 중요성 등도 같은 이유 때문이었다. “팀에 주포가 있는 것은 좋다. 하지만 한 선수에 편중되는 것은 좋지 않다. 원톱이 10골을 넣는다면 측면에서도 10골이 나와야 한다. 공격 2선에서도 공격적으로 더 많은 역할을 해줘야 축구가 다양성을 갖는다. 어디서 골이 터질지 알 수 없는 것이 좋다”고 강조했다.

## 같이 보기
- FC 서울

## 참고 자료
- FC 서울 2017 매치데이 매거진